# Myrmarachne laurentina
Myrmarachne laurentina là một loài nhện trong họ Salticidae.
Loài này thuộc chi Myrmarachne. Myrmarachne laurentina được Bacelar miêu tả năm 1953.